# 바스부사

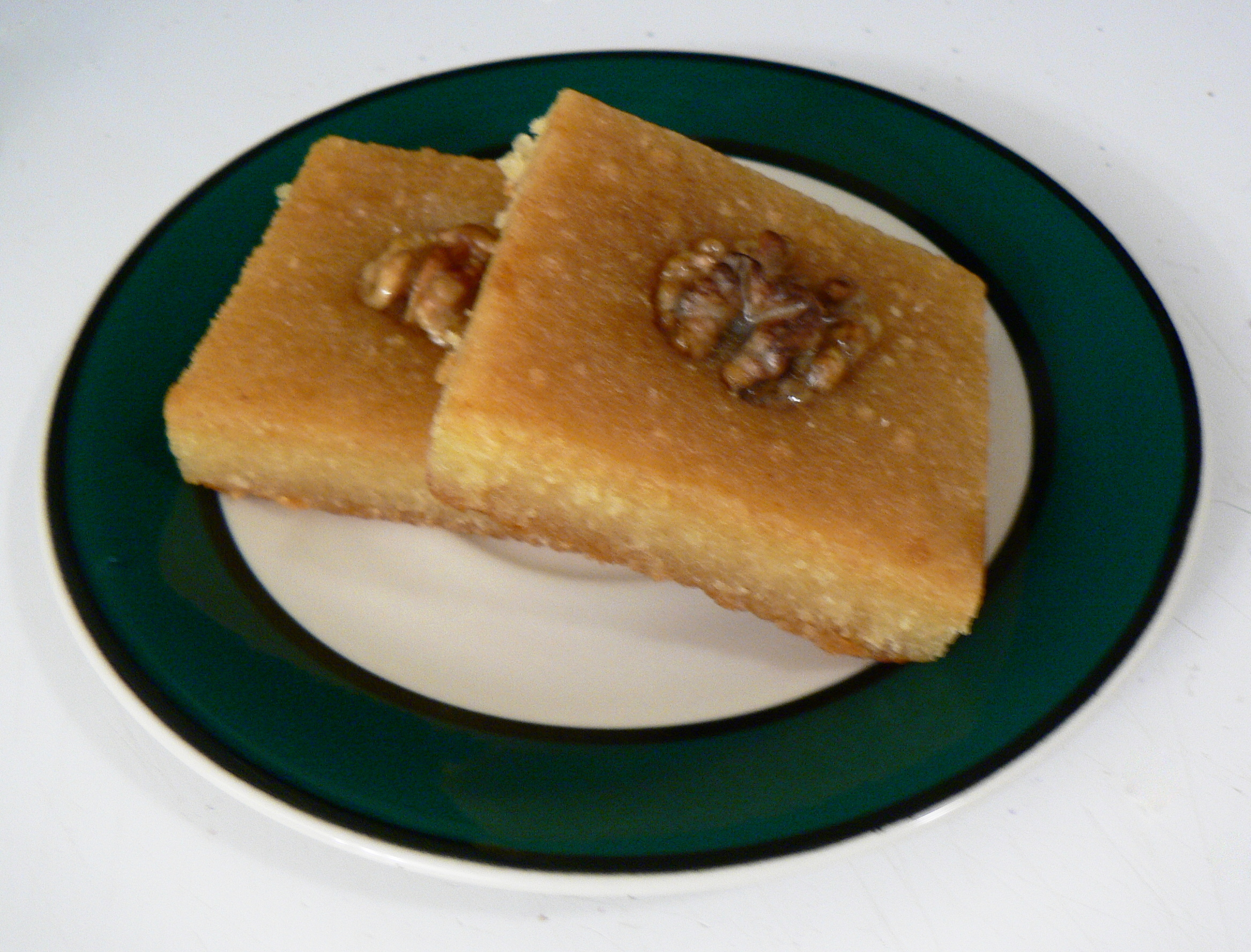

바스부사(Basbousa, 이집트 아랍어: بسبوسة, 로마자: basbūsah)는 이집트에서 시작된 달콤한 시럽에 적신 세몰리나 케이크이다. 세몰리나 반죽은 시트 팬에서 구운 다음 오렌지 꽃수, 장미수 또는 단순 시럽으로 달게 하고 일반적으로 다이아몬드(마름모꼴) 모양 또는 사각형으로 자른다. 이 요리는 또한 이전 오스만 제국의 대부분 지역에 퍼졌으며 일반적으로 중동 요리, 마그레비 요리, 그리스 요리, 아제르바이잔 요리, 에티오피아 요리 및 기타 여러 요리에 사용된다.

## 같이 보기
- 아랍 요리

## 참고문헌
- Davidson, Alan (2014). 《Oxford companion to food.》. [S.l.]: Oxford University Press. ISBN 978-0199677337.